# يحيى ياسين
يحيى ناصر ياسين لاعب كرة قدم سعودي ، يلعب حارس مرمى.
مثل النادي الأهلي في الفئات السنية و لعب بعدها في أندية الرائد و الوطني و الفيحاء و النجمة و الحجاز و الزلفي و قلوة و التهامي.